# 维克托·切尔诺夫
维克托·米哈伊洛维奇·切尔诺夫（羅馬化：Viktor Mikhaylovich Chernov；1873年12月7日—1952年4月15日），俄国革命家、政治家、社会革命党建立者之一，是该党主要的理论家。
二月革命后，曾在俄国临时政府中担任农业部长，后担任俄国立宪会议主席。

## 生平

### 参与革命

#### 1905年革命

##### 第一次世界大战
1915年9月，切尔诺夫参加了齐美尔瓦尔德会议，谴责帝国主义战争。

#### 1917年革命

##### 二月革命后
4月8日，切尔诺夫与阿夫克森齐耶夫、萨文科夫等人回到俄国。不久，当选为彼得格勒工兵代表苏维埃副主席。
5月5日起，担任临时政府农业部长。
在社会革命党内左翼和右翼的冲突中采取中派立场，主张调和，建立清一色社会主义政府。
9月，科尔尼洛夫发动叛乱，切尔诺夫随即自临时政府辞职。

##### 社会革命党分裂
11月初，社会革命党中央委员会将参与试图与临时政府争夺彼得格勒军队控制权的革命军事委员会的左翼党员开除出党，社会革命党正式分裂。

##### 十月革命后
11月7日，布尔什维克与左翼社革控制的革命军事委员会发动起义，推翻临时政府。
11月8日凌晨，为了表达对布尔什维克起义的不满，社会革命党党团退出全俄苏维埃第二次代表大会，切尔诺夫随后参与了反对布尔什维克的拯救祖国和革命委员会的工作。
11月-12月，在维克热尔的压力下，布尔什维克与孟什维克、社会革命党进行了联合政府谈判。切尔诺夫希望成为人民委员会主席，并将激进布尔什维克（列宁、托洛茨基）逐出政府。由于苛刻的要求和布尔什维克的军事胜利，谈判破裂。最终组成了布尔什维克与左翼社革的联合政府。
1918年1月18日，在立宪会议上击败左翼社会革命党的斯皮里多诺娃当选为会议主席。由于会议未通过《被剥削劳动人民权利宣言》，布尔什维克和左翼社革退出了立宪会议。
1月20日，立宪会议被解散。

### 流亡国外与晚年生活
1920年9月，切尔诺夫流亡爱沙尼亚，创办了《革命俄国》作为社会革命党的新机关报。积极支持坦波夫起义和喀琅施塔得起义。
1922年移居德国，继续从事社会政治和文学新闻活动。1931年移居法国，1940年移居葡萄牙。
1941年，移民美国，在美国当局取消对他的资助后，依靠写文章和回忆录维持生活。